# Akademicki Chór Politechniki Gdańskiej
Akademicki Chór Politechniki Gdańskiej – chór działający przy Politechnice Gdańskiej, założony w 1965 roku.

## Historia
Za początki chóru na Politechnice Gdańskiej można uznać rok 1958, co wiąże się z osobami Leona i Ireneusza Łukaszewskich. W 1965 roku na uczelni powstał zespół kameralny „Collegium Academicum Musicae Antiqae”, który w 1968 roku został oficjalnie przemianowany na Chór Politechniki Gdańskiej. W 1976 roku zespół wydał płytę długogrającą.

## Dyrygenci
Kierownictwo artystyczne chóru:
- Andrzej Lewandowski (1965–1980)
- Jan Łukaszewski (1980–1992)
- Mariusz Mróz (1992–obecnie)

## Osiągnięcia
- dwie drugie nagrody na Festival Internacional de Música w Cantorigròs (Hiszpania) w 1987 roku
- I miejsce w XIII Międzynarodowym Konkursie Muzyki Religijnej w Rumii w 2001 roku
- dyplom brązowy na XXXVII Międzynarodowym Festiwalu Pieśni Chóralnej w Międzyzdrojach w 2002 roku
- nagrody na Międzynarodowych Festiwalach Muzyki Cerkiewnej  w Białymstoku (maj 2004 roku) oraz w Hajnówce (maju 2006 roku)
- nagroda w konkursie Pieśni pasyjnej w Bydgoszczy w 2005 roku
- udział w III Światowym Festiwalu Chóralnym w Meksyku w 2002 roku
- nota „Excellent” na XLI Międzynarodowym Festiwalu Chóralnym w Montreux (Szwajcaria) w kwietniu 2005 roku
- srebrny i złoty dyplom na Międzynarodowym Festiwalu Chórów Akademickich IFAS 19 w Pardubicach (Czechy) w 2006 roku
- I miejsca na XI Łódzkim Festiwalu Chóralnym „Cantio Lodziensis” w Łodzi w kategorii chórów akademickich w 2008 roku

## Nagrody
- Nagroda Prezydenta Miasta Gdańska w Dziedzinie Kultury z okazji jubileuszu 40-lecia działalności (2006)[2]
- Nagroda Prezydenta Miasta Gdańska w Dziedzinie Kultury z okazji jubileuszu 50-lecia działalności (2015)[2]